# (2685) Мазурский
(2685) Мазурский (англ. Masursky) — сравнительно небольшой астероид главного пояса, принадлежащий к астероидам спектрального класса S. Этот астероид входит в состав семейства Эвномии. Он был открыт 3 мая 1981 года американским астрономом Эдвардом Боуэллом в обсерватории Андерсон-Меса и назван в честь Гарольда Мазурского, известного геолога, работавшего в Геологической Службе США в городе Флагстафф и принимавшего участие в разработке многих космических миссий.

Орбита астероида Мазурский и его положение в Солнечной системе
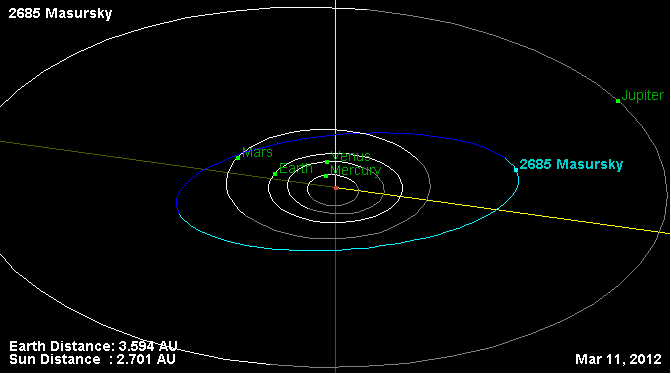
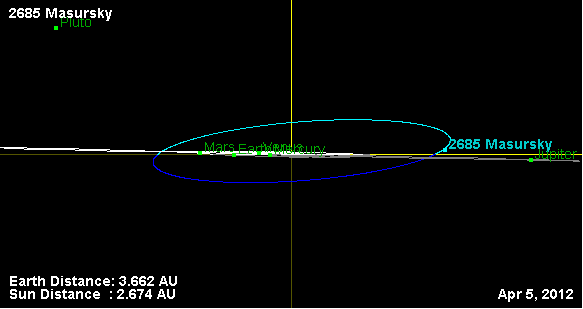

До сближения с этим астероидом АМС «Кассини-Гюйгенс» 23 января 2000 года о нём мало что было известно. Пролёт зонда около астероида на расстоянии 1,6 млн км позволил получить первые изображения этого тела и, хотя на них он выглядел всего лишь точкой, примерно определить его диаметр в 15—20 км.